# Historic Edition
Historic Edition è un'antologia del compositore tedesco Klaus Schulze, pubblicata nel 1995.
Così come il precedente Silver Edition, Historic Edition include dieci dischi contenente materiale inedito, questa volta registrato in un periodo iniziato nel 1970 e terminato nel 1985.
Tutti i brani di questa antologia vennero più tardi raccolti in The Ultimate Edition.

## Tracce
Tutte le tracce sono state composte da Klaus Schulze.

### Disco 1 (Live 1981 & 1977)
1. From and To – 20:40
2. Zeit Geist – 50:29

Durata totale: 71:09

### Disco 2 (Live 1977 & 1976)
1. Inside the Harlequin – 12:19
2. I Sing the Body Electric – 49:11
3. Das Herz von Grönland – 14:18

Durata totale: 75:48

### Disco 3 (Live 1975)
1. Alles ist Gut – 36:40
2. Well Roared, Lion! – 9:22
3. Der Blaue Glauben – 32:16

Durata totale: 78:18

### Disco 4 (Studio & Soundtrack 1970-1978)
1. Electric Love-Affair – 10:47
2. Tempus Fugit – 26:21
3. The Future – 28:18
4. Gewitter – 9:22

Durata totale: 74:48

### Disco 5 (Live 1981 & 1975)
1. And Now For Something Completely Different – 0:37
2. Leiden mit Manu – 38:28
3. Zeichen Meines Lebens – 32:08

Durata totale: 71:13

### Disco 6 (Live 1976)
1. Andromeda Strain – 41:44
2. Make Room, Make Room – 28:55

Durata totale: 70:39

### Disco 7 (Studio 1973 & 1982)
1. Dynamo – 14:19
2. My Virtual Principles – 62:49

Durata totale: 77:08

### Disco 8 (Live 1976 & 1975)
1. The Poet – 52:49
2. Fourneau Cosmique – 25:35

Durata totale: 78:24

### Disco 9 (Soundtrack & Studio 1976 & 1985)
1. Schwanensee II" – 21:01
2. Havlandet – 27:22
3. Schwanensee I – 26:48

Durata totale: 75:11

### Disco 10 (Studio 1970–1975)
1. Traumraum – 31:32
2. The Real McCoy – 12:50
3. Der Lauf der Dinge – 20:45
4. Memento Mori – 9:08

Durata totale: 74:15